# IC 930
IC 930 је елиптична галаксија у сазвјежђу Велики медвјед која се налази на листи објеката дубоког неба у Индекс каталогу.
Деклинација објекта је + 55° 39' 22" а ректасцензија 13h 43m 52,5s. Привидна величина (магнитуда) објекта IC 930 износи 15,7 а фотографска магнитуда 16,7.